# Victor Vancier
 (novembre 2016).
Victor Vancier aussi connu sous le nom de Chaim Ben Pesach (né le 25 décembre 1956) fut l'ancien président national de la Jewish Defense League (JDL) aux États-Unis dans les années 1980. Il est également le fondateur et directeur de la Jewish Task Force (JTF), une organisation américaine kahaniste. En 1987, il fut condamné à 10 ans de prison pour une série d'attaques terroristes (lorsqu'il était membre de la JDL) visant à protester contre la situation des juifs en URSS. Il a également passé cinq ans en prison pour son implication dans dix-huit attentats à la bombe à New York et à Washington.